# Ляодунська затока
Ляоду́нська затока (спрощ.: 辽东湾; кит. трад.: 遼東灣; піньїнь: Liáodōng Wān) — внутрішня затока Жовтого моря, є північною частиною затоки Бохайвань.

## Географія
Розташована між континентальною частиною Китаю, на заході і півночі та Ляодунським півостровом, на сході. Довжина 220 км, ширина при вході 175 км, глибина 10—50 м. Омиває береги китайських провінцій Хебей та Ляонін. В північній частині затоки розташовані порти — Інкоу та Ціньхуандао.
Взимку біля берегів затоки плаває крига. Припливи неправильні півдобові, висотою до 4,4 м.